# Eleccions legislatives romaneses de 2024
Les eleccions legislatives romaneses de 2024 se celebraren l' 1 de desembre de 2024 per a renovar els 330 membres de la Cambra de Diputats i els 136 membres del Senat de Romania.

## Antecedents
Després de les eleccions legislatives romaneses de 2020, es va nomenar Florin Cîțu com a primer ministre, recolzat per una coalició del conservador liberal Partit Nacional Liberal (PNL), el liberal progressista/neoliberal USR PLUS, i la minoria hongaresa Unió Democràtica dels Hongaresos de Romania (UDMR/RMDSZ).
El primer ministre Cîțu, amb el suport del president Klaus Iohannis, va destituir l'1 de setembre de 2021 el ministre de Justícia Stelian Ion, i tots els altres ministres de la USR es van retirar del govern el 7 de setembre deixant el gabinet de Cîțu en minoria, que va caure el novembre en una moció de censura.
La crisi política va acabar amb la formació d'un govern de gran coalició encapçalat per Nicolae Ciucă, i formada pel PNL, el Partit Socialdemòcrata (PSD) i la UDMR, que va romandre al poder fins al juny de 2023, quan la UDMR es va retirar de la majoria. El 15 de juny de 2023, com a part de l'acord de govern de rotació, el nou govern l'encapçalà Marcel Ciolacu.

## Sistema electoral
Els 331 membres de la Cambra de Diputats i els 136 membres del Senat són elegits en 43 circumscripcions plurinominals basades en els 41 comtats de Romania, el municipi de Bucarest i la diàspora romanesa mitjançant la representació proporcional de llistes de partits. Cada circumscripció rebrà un diputat per cada 73.000 persones i un senador per cada 168.000 persones, i no poden tenir menys de 4 diputats i 2 senadors. Els partits han de superar una barrera electoral del 5% dels vots nacionals o almenys el 20% dels vots en quatre circumscripcions. Les aliances electorals han de superar un llindar del 8% per a les que tenen dos partits membres, el 9% per a les de tres i el 10% per a les aliances de més. Es poden afegir més escons (actualment 18) a la Cambra de Diputats per a grups ètnics minoritaris que competeixen a les eleccions i superen un llindar inferior (5% dels vots necessaris per guanyar un escó a la cambra baixa, calculat dividint el nombre de vots dels partits, aliances i candidats independents que han superat el llindar per la quantitat d'escons que han guanyat).
Després de les eleccions, els escons s'assignen als candidats dels partits i llistes guanyadors en diverses etapes, començant per les circumscripcions, on els escons es distribueixen segons la quota Hare de la circumscripció. Els vots no assignats es transfereixen i s'agrupen a nivell nacional i es distribueixen mitjançant la regla D'Hondt, per garantir la proporcionalitat general entre la quota de vot nacional d'un partit i la seva quota d'escons parlamentaris. Aquests escons restants s'assignen als candidats dels partits dins de les circumscripcions, en funció dels resultats del partit a cada circumscripció.

## Resultats
A les eleccions parlamentàries de Romania del 2024, el Partit Socialdemòcrata (PSD) ha obtingut el nombre més alt d'escons, consolidant-se com el partit més votat, seguit pel Partit Nacional Liberal (PNL) i l'Aliança per la Unió dels Romanesos (AUR). Els socialdemòcrates van obtenir 118 escons, els liberals 81 i AUR 50. Altres partits com Unió Salvem Romania (USR) i Unió Democràtica dels Hongaresos de Romania (UDMR/RMDSZ) també han superat el llindar electoral, amb 37 i 21 escons respectivament

### Cambra dels Diputats
| 48,28% | ' |

| 48,28% | ' |

## Coalicions possibles i condicions
1. PSD i PNL: Una aliança entre els socialdemòcrates i els liberals podria garantir una majoria sòlida. Tanmateix, PNL posà condicions per formar part del govern, incloent reformes polítiques i el suport a polítiques pro-europees. També s'han expressat reticències per part d'alguns membres del PNL que preferien estar a l'oposició.
2. AUR i altres forces: AUR buscava aliances amb partits nacionalistes i sobiranistes, com SOS Romania. Això, però, no garantiria una majoria parlamentària i podria trobar dificultats en termes de suport internacional i europeista.
3. Coalició ampliada: Una altra possibilitat podia ser una aliança més àmplia que incloguués UDMR i USR per equilibrar el panorama polític i garantir el suport a polítiques europees.

Les negociacions es centraren en temes com el futur de les reformes judicials, les relacions amb la Unió Europea, i possibles concessions sobre autonomia regional, especialment a zones amb una alta població hongaresa.

## Conseqüències
Després que els líders dels partits es reunissin amb el president Klaus Iohannis el 22 de desembre, es va arribar a un acord de coalició entre Partit Socialdemòcrata (PSD), Partit Nacional Liberal (PNL) i Unió Democràtica dels Hongaresos de Romania (UDMR/RMDSZ), amb el primer ministre Marcel Ciolacu en funcions al nou govern. El segon gabinet de Ciolacu es va instal·lar el 23 de desembre.